# Sono stati loro - 48 ore a Novi Ligure
Sono stati loro - 48 ore a Novi Ligure è un documentario del 2003, diretto da Guido Chiesa.
Il film tratta le vicende del Delitto di Novi Ligure.